# 山笠

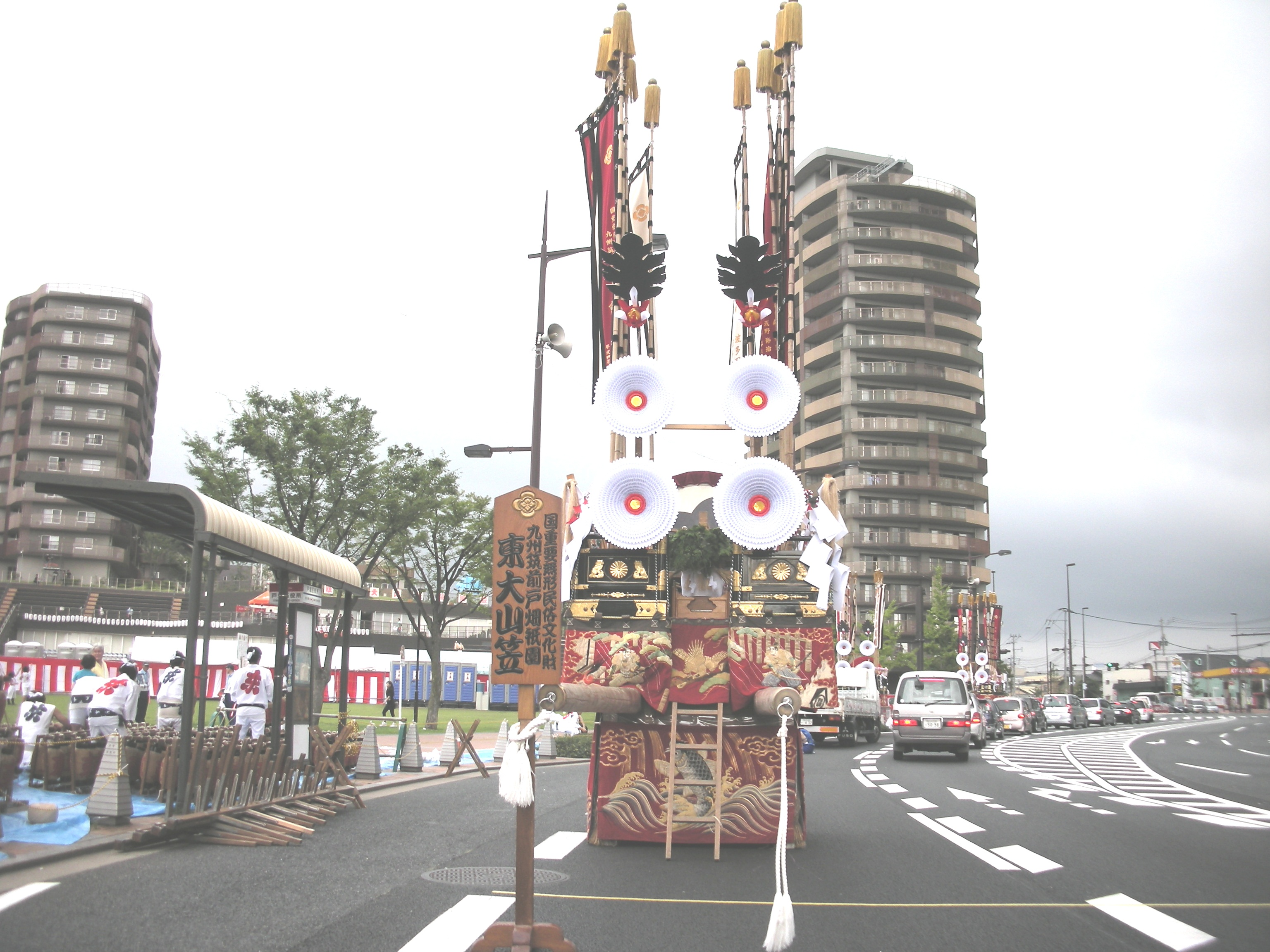
幟 山 笠
ユネスコ無形文化遺産
戸畑祇園大山笠
北九州市戸畑区

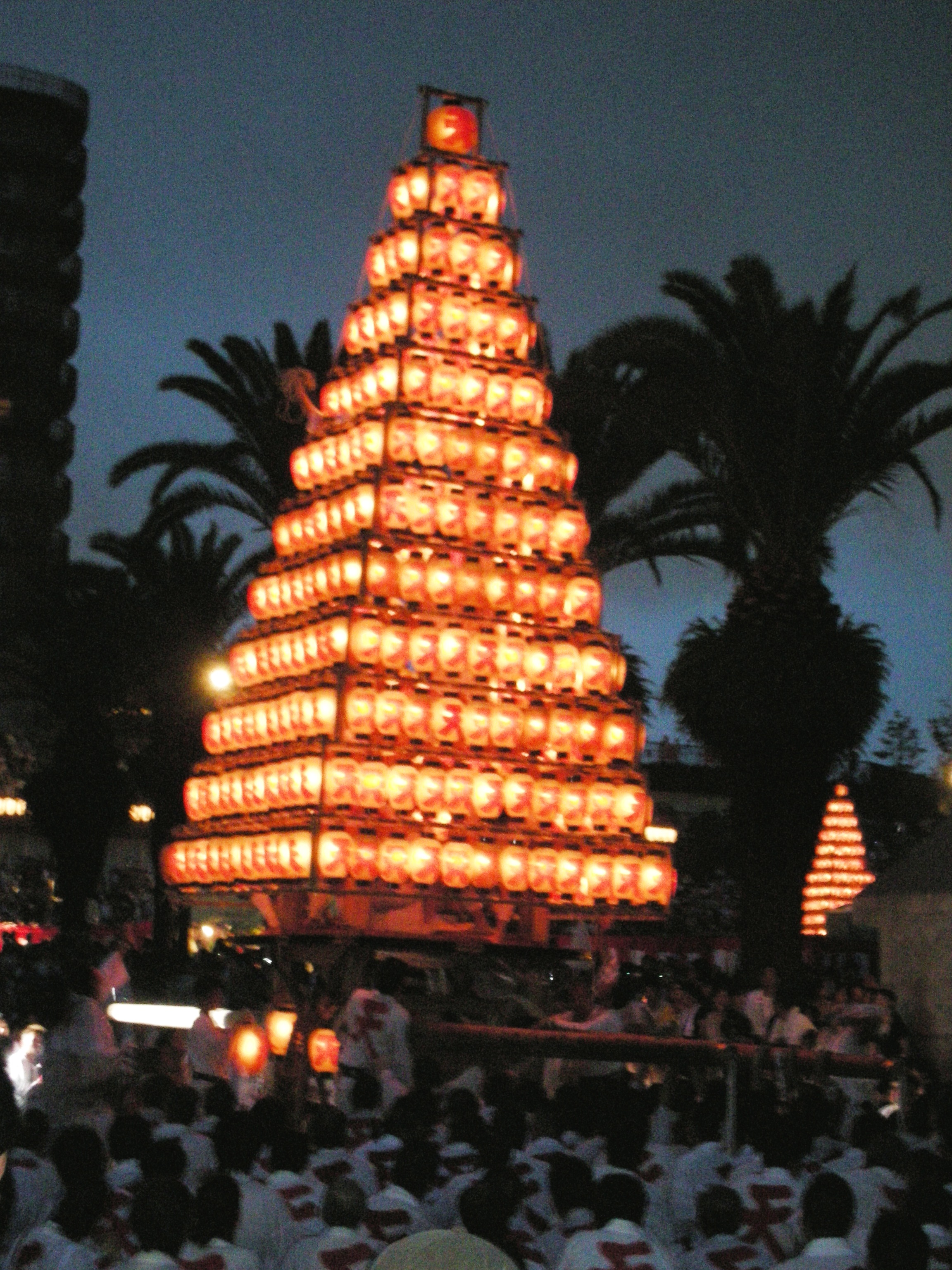
提灯山笠
ユネスコ無形文化遺産
戸畑祇園大山笠
北九州市戸畑区

山笠（やまかさ）は、神社の祭礼で用いられる神輿・山車状の祭具。おもに北部九州での祭礼でみられ、それらの祭礼の略称にも「山笠」が用いられる。通常会話などでは「ヤマ」と呼ばれることが多い。

## 概要
「山笠」の呼称は博多祇園山笠から広まったものと考えられている。言葉の由来についてはよくわかっていない。博多において山笠の様式は何度か変化しており、それぞれの段階で他地域に伝播された結果、また各地域で工夫をこらした結果、現在のように多様な姿の山笠が存在している。その他、博多から伝播されたものではないが、呼称だけ博多にならい、祭の際運行するものをそう呼んでいるだけのものもある。
毎年祭の前に建造され、祭が終了すると即刻解体されるものが多い。山笠を巡行することで集めた厄を祓うという意味であるらしく、これは京都の祇園祭における山鉾とも共通する。しかし、場合によっては観光地や保存会館等に常設してあることもある。

## 飾りの様式
山笠の飾り方には様々な様式があり、複数を兼ね備えたものもある。同じものに分類されるものでも、地域によってその飾り方は異なり、その中の地区によって異なる場合もある。

### 笹山笠
神殿、神棚などに笹を立て、それを担いで運行する、簡素な作りの山笠。博多祇園山笠の起源には施餓鬼棚を担いで練り歩いたことが始まりという説があり、このことから最も初期の姿をのこした山笠といわれている。
黒崎祇園山笠（北九州市八幡西区：福岡県無形民俗文化財）では、山笠の上に笹を立てて、四方を杉匂欄で囲む、素朴で全国的にも貴重な笹山笠が運行する。また、その元祖に当たる前田祇園山笠では旗も立てた旗笹山笠が運行されている。

### 幟山笠
幟を何本も立てた山笠のこと。神殿の周囲に立てたもの、屋台の上部に立てたもの等、様式が大きく異なっても幟が飾りの中で占める割合が高ければ、幟山笠と呼ばれている。
戸畑祇園大山笠（北九州市戸畑区）では、日中の間は、山笠の土台を唐獅子や鷲などの刺繍を施した幕類と勾欄・幟で装飾し、中心部にご分霊を納めた祠を置き、紅白のラシャ地に黒ビロードの縁取りを施した12本の幟を立て、前面に純白の奉書紙を裁断し、これを巻いて花弁とした「前花」、背面に直径1.7メートルの円形の台に、金糸で縫い取り、刺繍を施した「見送り」を飾る。 総重量は約３ｔ。台枠の組立てに釘は一切使用せず、山から採ってきた“ふじかずら”で締めている。
江戸時代初期の博多祇園山笠の様子を描いた絵では、幟山笠に人形を配置したものが運行されている。

### 岩山笠
岩、水の流れ、屋形などを配置して風景をつくり、そこに人形を配置し、何らかの場面を表現して飾られた山笠。博多で山笠絵師により考案されたもので、木材で骨組みを組み上げ、そこに隙間無く飾りが配置される。
博多以外での地域でも岩山笠は運行されているが、苅田山笠では岩と呼ばれる部品を取り付けるという意味で岩山笠と呼ばれており、見た目が異なる。

### 人形山笠
人形を飾った山笠のこと。岩山笠にも人形は飾られているし、幟山笠にも人形を置いたものはあるが、特に人形に重きを置いた構成の山笠を指して言われることが多い。

### 提灯山笠
提灯を四角錐、直方体、平面などの形状に多数並べた山笠。夜間の運行が主で、昼間は別の形態で運行される山笠も多い。
戸畑祇園大山笠（北九州市戸畑区）では、夜になると日中の幟山の装飾を全て取り外し、高さ約10メートル、309個の提灯で出来たピラミッド型の大山笠（通称：提灯大山笠）に変身する。一つ一つの提灯は全て昔ながらのロウソクで灯されている。昼の幟山を外し、大衆の面前で台座の上に高さ4メートルのやぐらを組んで、この上に提灯を担ぎ上げる、通称：五段上げは、祭りの正念場として見応えがある。

## 系統
人形を飾る山笠の飾り方の様式について、その特徴をもった山笠の発祥地とされる地区名を冠して、何々系の山笠と称されることがある。

### 博多系
博多祇園山笠で見られる山笠で、明治時代初期には高さ16メートルもあったが、その後飾り山笠と舁き山笠に分化している。これは明治期に市内に張り巡らされた電線のためで、高い山笠を動かすことができなくなり、山笠を低くしたり、電線の架設を高くしたりしたが、1910年の路面電車開通によりついに追い山を行なうことができなくなり、動かさない「飾り山」と舁きまわる「舁き山」へと分化させることになった。
博多系飾り山笠と呼ばれるのは、現在の飾り山笠として見られるような様式の山笠。元々は運行されていたもので、博多系岩山笠ともいわれる。岩、水の流れ、屋形、人形を一面に飾り付け、一つの場面を作り上げ、主に前方と後方から観賞できるように作られる。その姿を一般によく知られている様式。元来山笠絵師が下絵を描いていた頃は、絵師の風景の構成の仕方の考え方から、飾りや人形の配置は左右非対称であった。しかし山笠の分化以後は人形師が飾りの配置を構成するようになって考え方が変わり、現在は主役である人形を中心に据え、周囲に左右対称に他の人形や飾りを配置した山笠も見られる。
博多系舁き山笠と呼ばれるのは、現在の舁き山笠として見られるような様式の山笠。これもその姿を一般によく知られている様式だが、飾りが一つの人形とその付属物のみという形式は珍しく、博多祇園山笠と特に深い関係を持った地域、博多で山笠が分化した後に山笠を始めた地域に限り見られるものである。他の多くの地域では山笠が低くなる際、屋形や岩等の飾り、複数の人形を飾り場面を作るという要素を残し、そのまま縦に縮めるような形で変形している。

### 津屋崎系
津屋崎祇園山笠で現在見られるような様式の山笠。博多系飾り山笠をそのまま縦に縮めたような形式のものを、舁き山笠同様に運行している。飾りは左右非対称な配置となっている。

### 直方系
直方山笠で現在見られるような様式の山笠。中心にお堂があり、前後から観賞できるように、周囲に人形を配置する。横広がりな形で、飾りや人形などはおおむね左右対称な配置となっている。この形式の山笠は、筑豊地方北九州地方で多く見られる。

### 日田系
日田祇園祭で見られるような様式の山笠。岩山に滝や流水、屋形、人形を左右非対称かつ立体的に配する岩山笠で、他の岩山笠と比べ、全方向から観賞できるように作られているのが特徴。台車が幅2メートル程度に長さが5、6メートルほどと小規模であるため、上に行くほど屋形などの飾りが横方向に広がる。後方には人形や屋形をほとんど飾らず、見送り幕という刺繍を施した縦長の幕を垂らす。初期は人形や屋形を乗せずに杉の葉枝や幕で飾られていた。
日田の隈・竹田・豆田地区、九重下旦では「山鉾」（やまぼこ・やまほこ）という呼称を正式なものとしている。同系統のものを「山笠」と呼称している地域もある。

### 浜崎系
浜崎祇園山笠で現在見られるような様式の山笠。屋形、岩、水の流れ、人形など飾りの部品や、前後から観賞できる点が博多と共通する岩山笠であるが、槍出しや下段の棚を使った、前後の奥行きを出した飾り方が特徴。槍出しを左右交互に出すという決まりがあり、飾りは左右非対称。佐賀県北部に多く見られる。

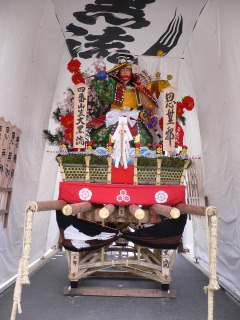
博多祇園山笠（舁き山）
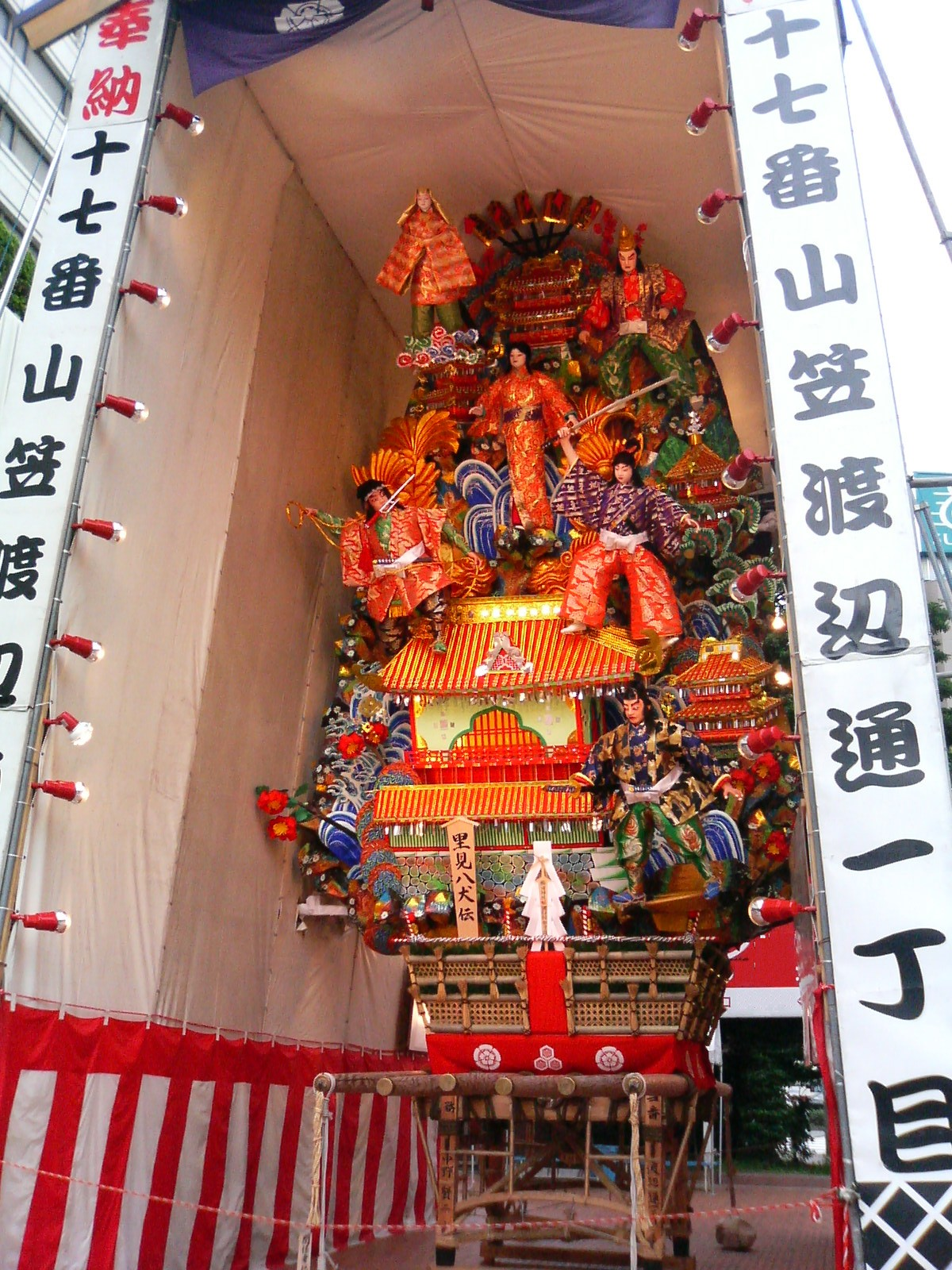
博多祇園山笠（飾り山）
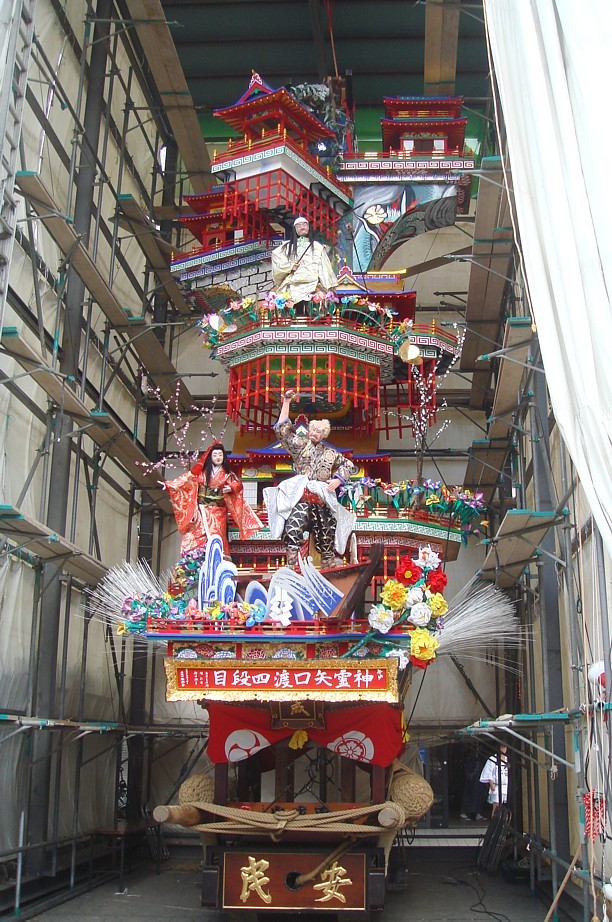
日田祇園祭 山鉾
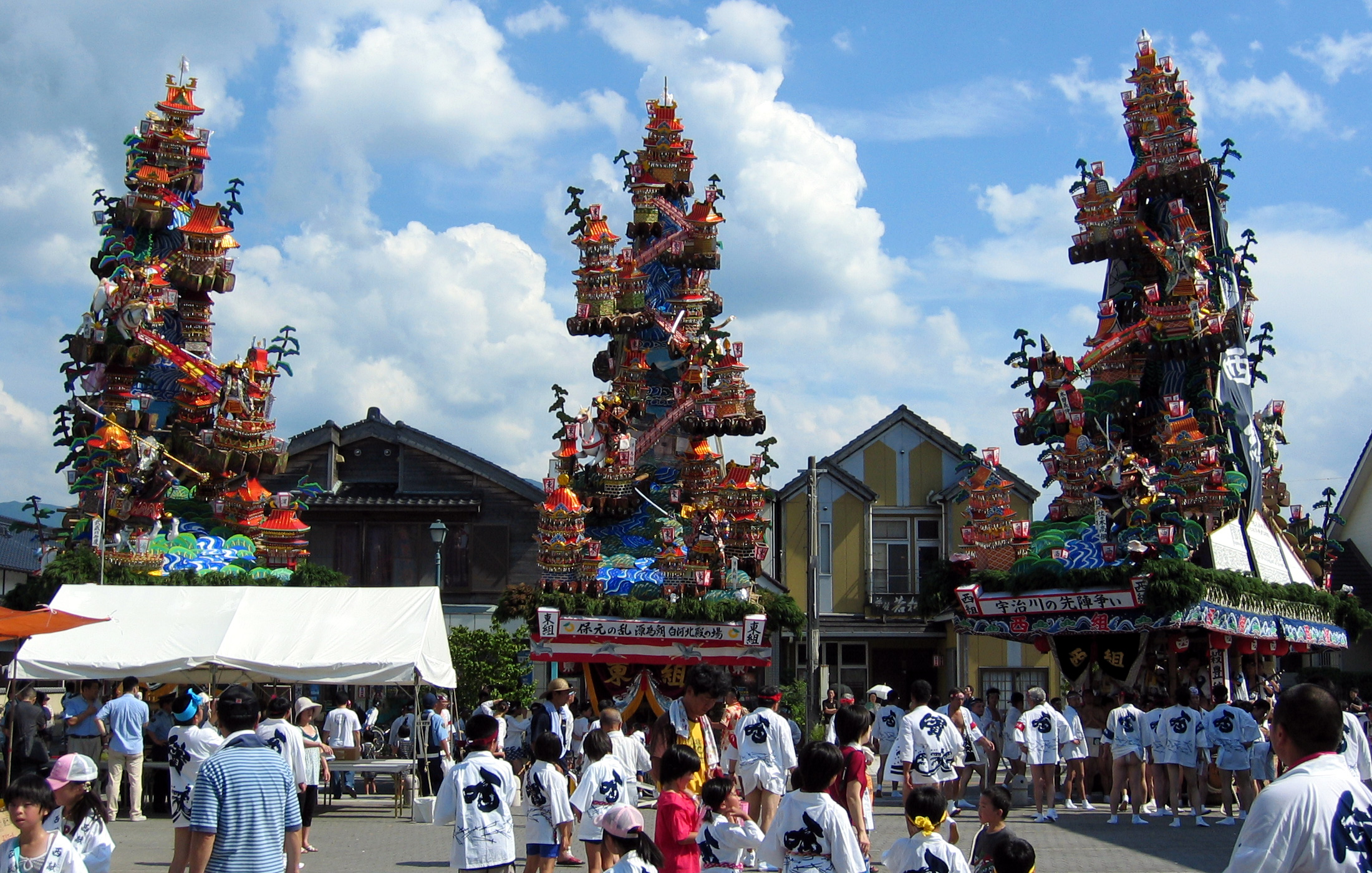
浜崎祇園山笠

## 運行形態
山笠には様々な運行形態があり、大きく分けると以下の通りとなる。

### 舁き山笠
棒に肩をかけ、担ぎ上げて運行する山笠。極力上下しないように運行されることが多く、神輿のように運行中に激しく揺らすようなことは、特定の場所以外では行われない。

### 曳き山笠
車輪がついており、綱で曳いて運行する山笠。台車の様式は様々ある。前後に担ぎ棒が付いており、一見舁き山笠のように見えるものもある。

### 飾り山笠
舁き山笠や曳き山笠に対し、運行せずお飾りとして置いておくだけの山笠。どれだけ飾りが付いていたら飾り山笠なのかという基準も無いが、「飾り付けた山笠」という意味で呼称されることもある。

### 子供山笠
体格差や体力差があることから、大人と子供が一緒に山笠を運行することには危険が伴い、また舁き山笠の場合肩の高さが違えば物理的に不可能である。このため、子供の頃から運行に直接参加させて祭に親しませ、後継者を育成していくために、本来の山笠とは別に子供山笠を運行している祭も多い。
後継者育成という目的から、服装や参加の仕方をできる限り大人と同じにしている地区もあるが、大人の山笠が舁き山笠である一方子供山笠が曳き山笠である場合や服装を揃えていない地区もあり、様々である。詳しくは各山笠の項目を参照。
服装が締め込みとなる博多や飯塚に於いて、アマチュアカメラマンが撮影した写真がフォトコンテストに応募されたり、健全なウェブサイト、ブログ、画像掲示板等に送信される場合が多いが、その一方でカメラマンのマナーが悪くなったり、不健全な画像掲示板に送信したり、健全サイトから無断転載するケースも後を絶たないことから、撮影を禁止、又は規制している地域もある。
- 飯塚山笠

各町内毎に子供用の山笠があり、大人用の舁き山とは違い、曳山となり、服装も締め込みではなく、半タコ、又は運動着に水法被となる。これとは別に子供山笠教室が開催され、こちらは大人と同様の舁き山で、服装も大人と同じ締め込みに水法被となる。

## 服装
舁き手の服装は博多では明治以降は水法被に締め込みと決められている。それ以外の山笠でも、博多とその周辺、博多祇園山笠の影響を受けた山笠は原則は水法被に締め込みであるが、多くの地域で締め込みではなく、ダボシャツステテコとなり、締め込みは少数派となった（北九州市や筑豊の大部分、佐賀県の大部分は、ステテコが原則）。締め込み（博多以外では廻しと呼ぶ場合がある）の場合、博多、浜崎、芦別では幅44cm（子供用は18cm）、長さ5mの帆布（やや厚手の木綿の布、相撲の廻しよりは柔らかく薄い）になるが、飯塚では長さ5mの、さらしとなる。何れも、相撲の廻しと同様に締めるが、前垂れを出す場合が多い。
また、博多祇園山笠や、博多祇園山笠の影響を受けた山笠は、山笠を舁いていない平時には長法被（博多祇園山笠では当番法被ともいう）を着用する。この時は長法被にステテコ姿となる。姿背広と同等の正装とされ、結婚式など公式の場でもドレスコードとして着用が許されている。

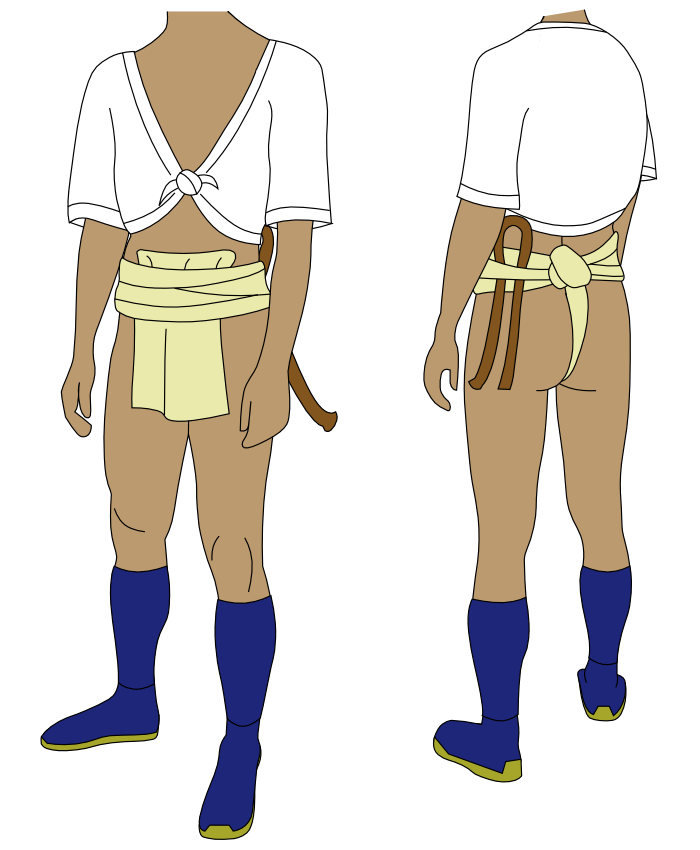
水法被に締め込み
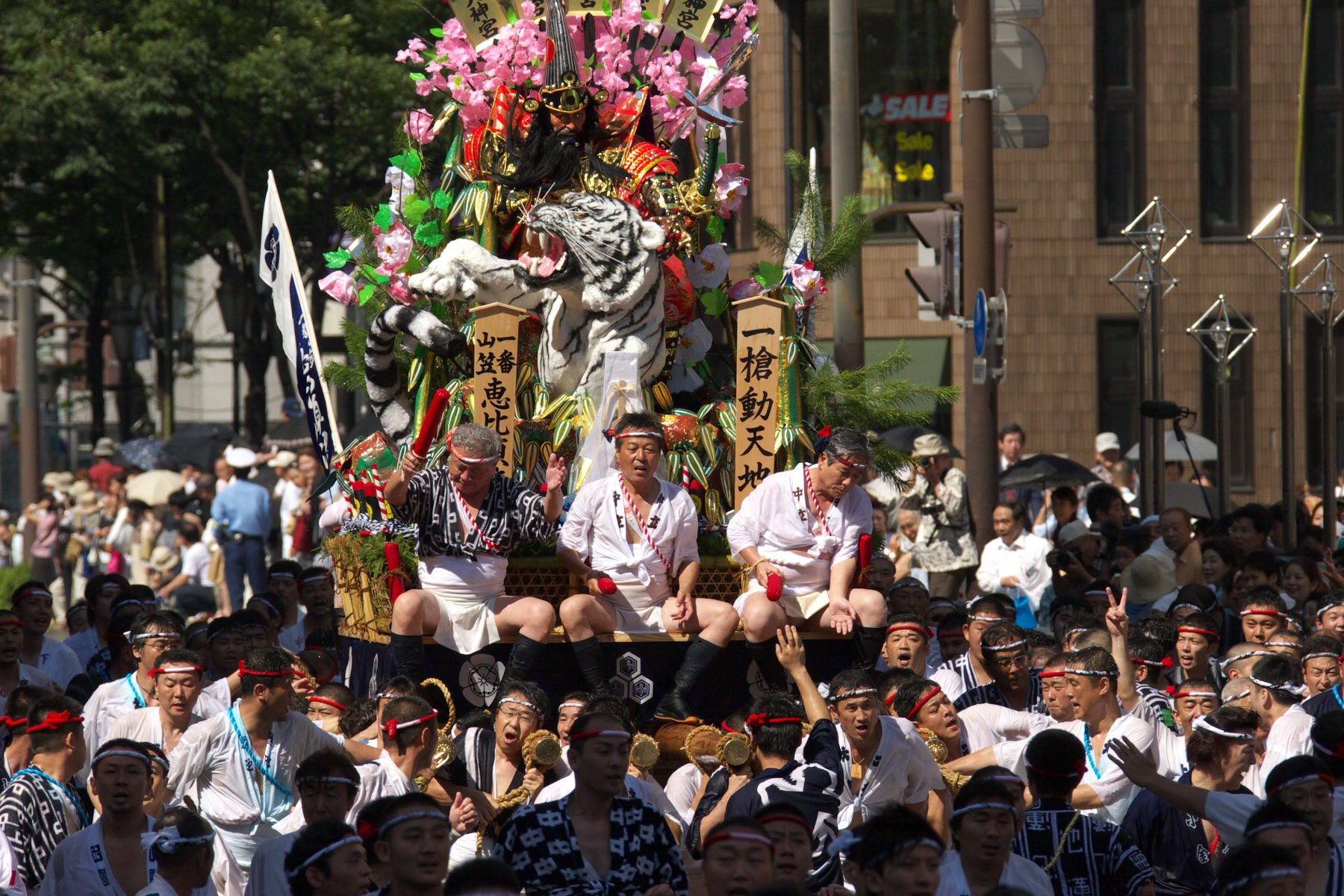
山笠を舁く様子（博多祇園山笠）

## 山笠が登場する各地の祭
6月から7月にかけて北部九州の各地で催される祇園祭には、山笠が出されるものが多い。また、秋祭りのくんちにも山笠が出される場合がある。祭の規模、山笠の形態、運行方法などは地域により様々であるが、どの祭もそれぞれの地域の文化の集大成であり、地域の誇りである。
以下に主な山笠の出る祭の例を記す。※印は、舁き手が締め込みを着用。

### 福岡県
福岡市およびその周辺
- 博多祇園山笠（福岡市博多区）※
- 西戸崎神社祇園大祭（福岡市東区・西戸崎）
- 伊覩神社夏祭り（福岡市西区・周船寺）※
- 小呂島祇園山笠（福岡市西区・小呂島）
- 前原夏祭り山笠（糸島市）※
- 加布里山笠（糸島市）
- 甘木祇園山笠（朝倉市）※
- 久喜宮祇園山笠（朝倉市）
- 吉井祇園祭（うきは市）
- 篠栗祇園山笠（糟屋郡篠栗町）※
- 上須恵祇園山笠（糟屋郡須恵町）
- 田熊山笠（宗像市）※
- 鐘崎祇園山笠（宗像市）※
- 地島祇園山笠（宗像市・地島）
- 大島祇園山笠（宗像市・大島）
- 神湊祇園山笠（宗像市）昨今の人口減少により、平成22年を最後に現在は行われず。
- 津屋崎祇園山笠（福津市）※

北九州市およびその周辺
- 戸畑祇園大山笠（北九州市戸畑区）
- 黒崎祇園山笠（北九州市八幡西区）
- 鳴水祇園山笠（北九州市八幡西区）
- 穴生祇園山笠（北九州市八幡西区）
- 竹末祇園山笠（北九州市八幡西区）
- 引野祇園山笠（北九州市八幡西区）
- 相生祇園山笠（北九州市八幡西区）
- 折尾山笠（北九州市八幡西区）昨今の人口減少や参加者減少、更に山台の老朽化により平成30年を最後に行われず。
- 則松東山笠（北九州市八幡西区）
- 前田祇園山笠（北九州市八幡東区）
- 中央祇園山笠（北九州市八幡東区）
- 枝光祇園山笠（北九州市八幡東区）
- 茶屋町祇園山笠（北九州市八幡東区）
- 竹並祇園山笠（北九州市若松区）
- 二島祇園山笠（北九州市若松区）
- 脇田祇園山笠（北九州市若松区）
- 十一区山笠（北九州市若松区）平成18年に中断している。
- 畑祇園山笠（北九州市八幡西区）
- 筑前木屋瀬祇園山笠（北九州市八幡西区）
- 中間山笠（中間市）
- 岡湊神社祇園山笠（遠賀郡芦屋町）
- 山鹿祇園山笠（遠賀郡芦屋町）
- 東黒山祇園山笠（遠賀郡岡垣町）
- 老良祇園山笠（遠賀郡遠賀町）
- 島津の祇園祭（遠賀郡遠賀町）
- 苅田山笠（京都郡苅田町）
- 八屋祇園（豊前市）

筑豊
- 直方山笠（直方市）
- 植木天満宮放生会（直方市）
- 劔神社御神幸式大祭（直方市）
- 下境須賀神社御神幸大祭（直方市）
- 中泉一区山笠（直方市）コロナ禍以降行われず
- 市民祭飯塚山笠（飯塚市）※
- 上勢田山笠（飯塚市）
- 川渡り神幸祭（田川市）
- 春日神社例大祭（宮若市）
- 日吉神社祇園祭（宮若市）
- 福丸祇園山笠（宮若市）※
- いなつき祇園山笠（嘉麻市）※
- 糸田祇園山笠（田川郡糸田町）
- 金田菅原神社神幸祭（田川郡福智町）
- 金田稲荷神社神幸祭（田川郡福智町）
- 赤坂八幡社神幸祭（田川郡福智町）
- 白鬚神社神幸祭（田川郡福智町）
- 飯土井神社神幸祭（田川郡福智町）
- 貴船神社神幸祭（田川郡福智町）
- 光明八幡神社神幸祭（田川郡赤村）
- 我鹿八幡神社神幸祭（田川郡赤村）
- 安宅神幸祭（田川郡川崎町）
- 猪熊山笠（遠賀郡水巻町）

### 佐賀県
- 相知くんち（唐津市）
- 小川島祇園祭（唐津市）
- 鏡くんち（唐津市）
- 神集島祇園山笠（唐津市神集島）
- 小友祇園山笠（唐津市）※
- 唐房祇園祭（唐津市）令和6年に浜崎系の山笠から山車に変更。そのため山笠では無くなった。
- 徳須恵祇園山笠（唐津市）
- 中島山笠（唐津市）
- 納所くんち（唐津市）
- 浜崎祇園山笠（唐津市）※
- 星賀山笠（唐津市）
- 湊祇園山笠（唐津市）
- 本山くんち（唐津市）
- 屋形石祇園山笠（唐津市）
- 入野山笠（唐津市）
- 本山山笠（唐津市）
- 鳥栖祇園山笠（鳥栖市）※
- 多久山笠（多久市）
- 地蔵山笠（伊万里市）

### その他の都道府県
- 芦別健夏山笠（北海道芦別市）※
- 郷ノ浦祇園山笠（長崎県壱岐市）
- 日田祇園祭（大分県日田市）